# Stipulacija
Stipulacija (lat. stipulatio) je bila strogi i formalistički usmeni ugovor koji je nastajao svečanim pitanjem budućeg vjerovnika i neposrednim sukladnim odgovorom budućeg dužnika. Sukladnost je morala biti tolika da je dužnik morao u odgovoru upotrijebiti istu riječ koja je bila sadržana u pitanju te nije smio na predmeti i sadržaju vjerovnikovog pitanja ništa mijenjati. Odgovor je morao uslijediti neposredno na pitanje te su prvotno obje stranke morale biti prisutne pri sklapanju stipulacije.
Rimski građani su se prvotno služili riječima "spondes? spondeo". Taj se oblik zove sponzija (lat. sponsio) te je kao institut ius civilis ostao i kasnije pristupačan samo rimskim građanima. Kasnije su se uz sponziju počeli rabiti i različiti drugi oblici (promitis? promito; fidepromittis? fidepromitto; fideiubes? fideiubeo; dabis? dabo; facies? faciam itd.) koji su kao institutut ius gentium bili pristupačni i peregrinima. Svi ti oblici, uključujući i sponziju, obuhvaćeni su nazivom stipulatio.
Etimologija riječi stipulatio je dvojbena. Pisci su je različito objašnjavali. Marko Terencije Varon etimologiju izvodi iz riječi stips to znači novac. Izidor Seviljski etimologiju pojašnjava riječju stipula, u prijevodu slamka, dok Paul podrijetlo riječi izvodi iz riječi stipulus, u prijevodu čvrst, jak. Paul je svoje mišljenje pojasnio time što se stipulacijom utvrđuje čvrsta obveza (firmitas obligationum).